# Dick’s Picks Volume 3
Dick’s Picks Volume 3 ist ein Live-Doppelalbum der Band Grateful Dead.

## Geschichte
Das Album wurde bei einem Auftritt am 22. Mai 1977 im Hollywood Sportatorium, Pembroke Pines, Florida, aufgenommen und am 7. November 1995 über das eigene Label Grateful Dead Records veröffentlicht.
Neben Songs vom Album Blues for Allah, welches im September 1975 erschien, enthält Dick's Picks Volume 3 Songs vom späteren Album Terrapin Station (Juli 1977).
Im November 2005 erschien eine Neuauflage des Albums, die man direkt aus dem Internet herunterladen konnte.
Der Name Dick’s Pick stammt vom offiziellen Aufnahmearchivist der Band Dick Latvala, der die Serie startete und die Songs dazu auswählte.

Wie die bisherigen Alben der Dick’s Pick-Serie ist auch dieses mit einer Caveat-emptor-Warnung versehen:

„This show was originally recorded on analog tape manufactured in the late 1970s. Many tapes from this period have exhibited severe deterioration in recent years. The chemical formulation has failed over time causing the magnetic oxide (which holds the musical information) to separate from the mylar backing. Fortunately we were able to recover the music on these tapes by using a baking process which rebonded the oxide to the tape. While the results of this restoration were quite remarkable, occasional weirdness remains.“

Dick's Picks Volume 3 erhielt vom Rolling Stone 3 von 5 Sternen. Die besten Bewertungen der Dick's Pick-Serie haben Vol. 4 und 8 mit jeweils 5 von 5 Sternen.

## Titelliste

### Seite 1
1. Funiculì, Funiculà (Peppino Turco, Luigi Denza) – 0:28
2. The Music Never Stopped (John Perry Barlow, Bob Weir) – 6:45
3. Sugaree (Jerry Garcia, Robert Hunter) – 15:54
4. Lazy Lightning (Barlow, Weir) – 3:22
5. Supplication (Barlow, Weir) – 5:34
6. Dancing in the Street (Marvin Gaye, William „Mickey“ Stevenson) – 14:28
7. Help on the Way (Garcia, Hunter) – 5:23
8. Slipknot! (Grateful Dead) – 6:29
9. Franklin's Tower (Garcia, Hunter, Bill Kreutzmann) – 15:32

### Seite 2
1. Samson and Delilah (traditionelles Lied) – 7:31
2. Sunrise (Keith Godchaux, Donna Godchaux) – 4:15
3. Estimated Prophet (Barlow, Weir) – 9:00
4. Eyes of the World (Garcia, Hunter) – 13:38
5. Wharf Rat (Garcia, Hunter) – 9:14
6. Terrapin Station (Garcia, Hunter) – 5:58
7. (Walk Me Out in the) Morning Dew (Bonnie Dobson, Tim Rose) – 14:21